# Mein Schwiegervater, der Camper
Mein Schwiegervater, der Camper ist ein deutscher Fernsehfilm von Holger Haase aus dem Jahr 2019. Im Fernsehen wurde der Film am 5. Mai 2019 im Ersten ausgestrahlt.

## Handlung
Markus‘ neue Freundin und Urlaubsliebe Lena ist schwanger, worüber sich der Anwalt sehr freut, wollte er doch immer schon Kinder. Dass Lenas Vater die Tage 50 Jahre alt wird, wäre eine gute Gelegenheit für ihn, endlich ihre Familie kennenzulernen – doch Lena wiegelt zunächst ab. Markus entscheidet sich, ihr nachzufahren und kommt an einen Campingplatz auf einer Insel. Lenas Vater Hartmut ist hier der Pächter und wird als ehemaliger Pilot von den anderen nur „Käpt’n“ genannt. Er wünscht sich Lenas Exfreund Andi als Schwiegersohn, welcher den Campingplatz eines Tages übernehmen soll. Markus entspricht so gar nicht seinem Wunschkandidaten und so macht ihm Hartmut gemeinsam mit den anderen Campern das Leben schwer.
Lenas Schwester Carmen rät Markus, Schrott vom Campingplatz zu räumen, um einen besseren Eindruck zu machen. Markus hilft Carmens schüchternem Sohn Bejay, sich einer Clique anzuschließen und einem Mädchen zu imponieren. Markus findet zufällig heraus, dass Hartmut an Flugangst leidet und eine Therapie macht. Als dessen Therapeutin auf dem Campingplatz auftaucht, gibt sich Markus als ihr Patient aus, um Hartmut nicht vor den anderen bloßzustellen. Nachdem Andi angekommen ist und das Neptunfest begangen wird, verrät Markus unwissentlich, dass Hartmut ein Wasserflugzeug geschenkt bekommt. Hartmut geht in der Nacht zum Flugzeug und zerstört den Propeller. Obwohl Markus dies beobachtet hat und er jetzt selbst beschuldigt wird, verrät er Hartmut wieder nicht und verlässt die Insel.
Mit seinem Vater repariert Markus in einer Nacht-und-Nebel-Aktion den Propeller. Als Bejay am nächsten Morgen, um einem Mädchen zu imponieren, eine Flasche Vodka getrunken hat und in ein Krankenhaus muss, ist das Flugzeug die einzige Möglichkeit. Als Hartmut mit Markus, Lena und Bejay losfliegt, erleidet er eine Panikattacke. Nachdem ihm Lena sagt, dass sie schwanger sei, besinnt er sich und kann sicher landen. Auf der Geburtstagsfeier gesteht Hartmut den Gästen, dass er seit einer Notlandung an Flugangst leide und in Therapie ist. Das tut seinem Ansehen allerdings keinen Abbruch.

## Produktion
Der Film wurde vom 25. Mai 2018 bis zum 26. Juni 2018 in Berlin und Umgebung gedreht.

## Soundtrack
Für den Soundtrack wurden unter anderem folgende Songs verwendet:
- Young Chinese Dogs (You Can't Find Love In The Summertime / It's The Morning Light That Is Taking You From Me / Sweet Little Lies)
- Bill Justis (A Swing Safari)
- Valente & Alexander (Eventuell)
- Loona (Bailando)
- Jesper Gilbert Jespersen (Nar vi har fri)
- The Rolling Stones (Jumpin’ Jack Flash)
- Middle of the Road (Chirpy Chirpy Sheep Sheep)

## Rezeption

### Kritiken
Die Redaktion des Lexikons des internationalen Films gibt dem Film in ihrer Rezension insgesamt 3 von 5 Sterne und zieht folgenden Schluss: „Abwechslungsreiche, in den Hauptrollen typgerecht besetzte (Fernseh-)Komödie um aufeinanderprallende Vorstellungen von Männlichkeit. Zwar steht der versöhnliche Ausgang nie in Frage, doch gibt der Film den Figuren genug Tiefe, um die Problemlagen nie belanglos wirken zu lassen.“
In der Besprechung bei tittelbach.tv kommt Rainer Tittelbach auf insgesamt 4,5 von 6 Sternen.
Die Redaktion der TV Spielfilm gibt dem Film einen Daumen nach oben und schreibt: „Kein „großes Camping“, aber doch schnurrig.“

### Einschaltquoten
Die Erstausstrahlung am 5. Mai 2019 sahen 4,83 Millionen Zuschauer, was einem Marktanteil von 16,1 % entspricht. Bei der Wiederholung im Juni 2023 erreichte der Film 3,23 Millionen Zuschauer mit einem Marktanteil von 13,1 %.